# Olavius algarvensis
Espèce
Olavius algarvensis est une espèce de vers oligochètes de la famille des Tubificidae et qui a comme caractéristique principale de ne pas avoir de tube digestif, ni bouche, ni anus, ni reins.
De la famille des Tubifucidae, il est découvert en face des côtes de l'île d'Elbe, en Italie, dans les années 1970-1980. Étudié par des scientifiques de l'Institut Max-Planck de microbiologie marine, à Brême qui ont révélé son caractère symbiotique qui lui permet de se développer[réf. nécessaire]. 

## Sources
- Tarmo Timm & Christer Erséus (2011). "Olavius algarvensis Giere, Erséus & Stuhlmacher, 1998". World Register of Marine Species. Retrieved April 18, 2012.
- Giere, O. 1979. Studies on marine Oligochaeta from Bermuda, with emphasis on new Phallodrilus species (Tubificidae). Cah. Biol. Mar. 20:301-314.
- Blazejak A, Erséus C, Amann R et Dubilier N., « Coexistence of bacterial sulfide oxidisers, sulfate reducers, and spirochetes in a gutless worm (Oligochaeta) from the Peru margin », Appl Environ Microbiol., vol. 71, no 3,‎ mars 2005, p. 1553-61 (PMID 15746360, DOI 10.1128/AEM.71.3.1553-1561.2005)
- Ruehland C, Blazejak A, Lott C, Loy A, Erséus C, Dubilier N.: Multiple bacterial symbionts in two species of co-occurring gutless oligochaete worms from Mediterranean sea grass sediments. in: Environ Microbiol. 2008 Dec;10(12):3404-16. doi:10.1111/j.1462-2920.2008.01728.x PMID 18764872
- Zhang Y, Gladyshev VN.: High content of proteins containing 21st and 22nd amino acids, selenocysteine and pyrrolysine, in a symbiotic deltaproteobacterium of gutless worm Olavius algarvensis. in: Nucleic Acids Res. 2007;35(15):4952-63. Epub 2007 Jul 11. doi:10.1093/nar/gkm514 PMID 17626042.